# Colt Camp Perry Target Pistol

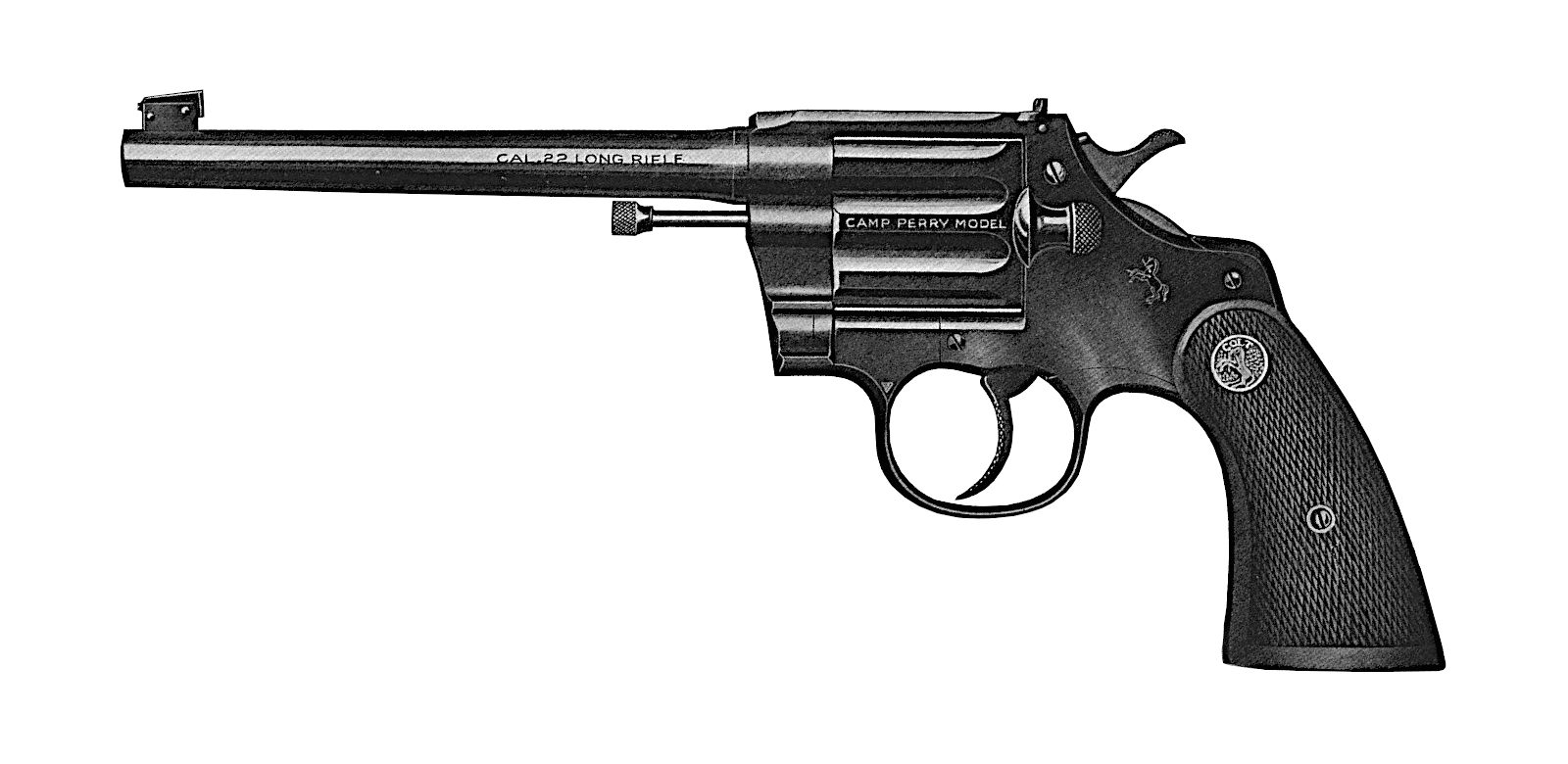
Colt Camp Perry Pistole mit 8-inch Lauf

Die unter der Bezeichnung Colt Camp Perry Target Pistol von der Colt’s Patent Fire Arms Mfg. Co. hergestellte Waffe ist eine einschüssige Sportpistole im Kaliber .22 lfB. Gesamthaft wurden zwischen 1926 und 1941 2525 dieser Waffen hergestellt.
Sie war als Konkurrenz zur von Smith & Wesson 1925 – 1936 hergestellten Straight Line Single Shot Pistol gedacht, einer Einzelschusspistole mit Kipplauf im gleichen Kaliber, von der 1925 bis 1936 etwas über 1800 Stück hergestellt worden sind.

## Technik
Gehäuse, Schloss und Griffstück der Camp Perry Pistole basieren auf dem 1904 hergestellten Officers Model Revolver, die Waffe hat keine Trommel, sondern eine am Gehäuse angelenkte nach links ausschwenkbare Patronenlager/Laufeinheit zum Nachladen. Die Waffe hat einen Single-Action-Abzug, vor dem Schuss muss der Hahn stets von Hand neu gespannt werden. Die abgeschossene Hülse wird wie beim Revolver durch eine unter dem Lauf liegenden Ausstoßerstange ausgeworfen.

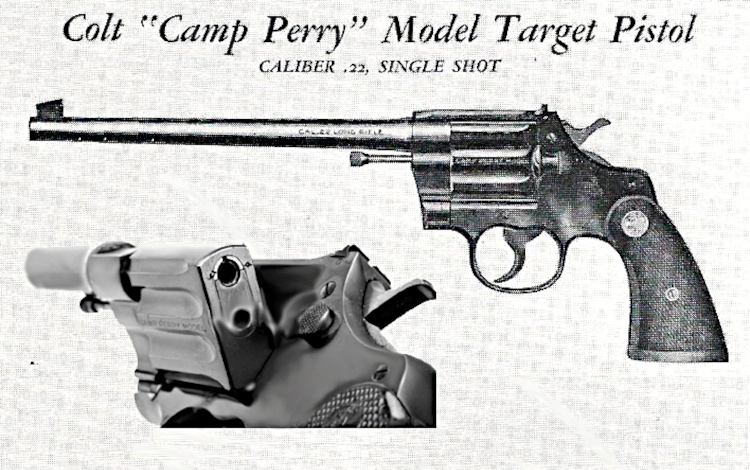
Colt Camp Perry mit 10-inch Lauf, System ausgeschwenkt, ladebereit

Frühe Modelle hatten eine Lauflänge von 10 Inch, später wurden auch 8 Inch-Läufe verwendet. Um die Schusspräzision zu verbessern wurde 1934 der Fallweg des Hahns verkürzt um die Zeit zwischen dem Drücken des Abzugs und dem Zünden der Patrone zu verkürzen. Das Patronenlager im Kaliber .22 lfB erlaubte auch das Verschießen von .22 kurz-Patronen. Bekannt sind 2 Exemplare im Kaliber .38 Special. Das Gewicht der Waffe mit dem 10 Inch Lauf beträgt 34½ Unzen (1,19 kg).
Dank der Patronenlager/Laufeinheit ist die Camp Perry Pistole präziser als die in der gleichen Zeit hergestellten Police Positive 22 Target Revolver. Grund ist der Gasverlust durch den Trommelspalt, das seitliche Spiel der Trommel sowie der sich verändernde Schwerpunkt der Waffe nach der Abgabe mehrerer Schüsse beim Revolver.

## Einsatz der Waffe
Wie der Name Colt Camp Perry Target Pistol besagt, wurde die Waffe als Sportpistole und eventuell zur Truppenausbildung verwendet. Der Schießstand Camp Perry liegt am Eriesee in Ottawa County (Ohio). Es ist ein Waffenplatz der Nationalgarde der Vereinigten Staaten und wurde auch als ziviler Sportschießplatz benutzt.